# 1960 у літературі

## Нагороди
- Нобелівську премію з літератури отримав французький поет Сен-Жон Перс.

## Народились
- 2 лютого — Фред Д'Агюяр, британсько-гаянський поет, прозаїк і драматург
- 6 вересня — Ролан Вагнер, французький письменник гумористичної наукової фантастики (помер у 2012).
- 19 травня — Даніель Глаттауер, австрійський письменник.
- 12 вересня — Войцех Ягельський, польський письменник.
- 10 листопада — Ґеймен Нейл Річард, письменник-фантаст.
- 14 грудня — Вольф Гаас, австрійський письменник.

## Померли
- 4 січня — Альбер Камю — письменник
- 30 травня — Борис Пастернак — письменник і поет
- 28 листопада — Річард Натаніель Райт — американський письменник.

## Нові книжки
- Гарпер Лі. Убити пересмішника
- Джон Апдайк. Кролику, біжи